# سکالیتشکا (ناحیه برنو-تسوونتری)
سکالیتشکا (به چکی: Skalička) یک منطقهٔ مسکونی در جمهوری چک است که در ناحیه برنو-تسوونتری واقع شده‌است. سکالیتشکا ۱٫۵۹ کیلومتر مربع مساحت و ۱۲۰ نفر جمعیت دارد و ۳۰۲ متر بالاتر از سطح دریا واقع شده‌است.